# Будинки Занаду

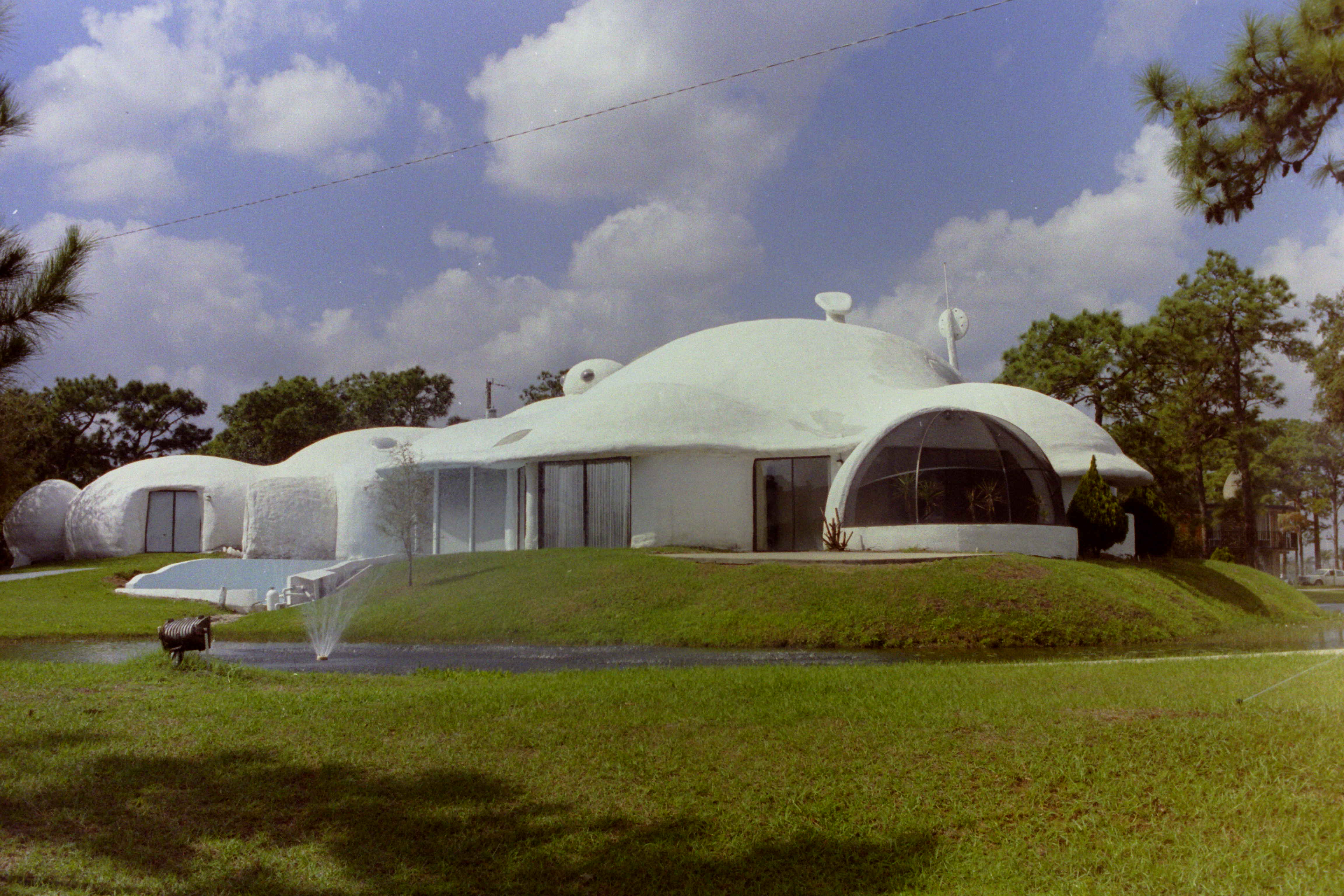
Екстер'єр будинку в Кіссіммі, Флорида, 1990

Будинки За́наду (англ. Xanadu Houses) — кілька експериментальних будинків, побудованих у США, аби продемонструвати приклади можливості комп'ютерів та автоматизації в будинках. 

## Історія та опис
Архітектурний задум було розпочато у 1979 році. На початку 1980-х років три такі будинки були побудовані в різних частинах США: по одному в Кіссіммі (Флорида), Вісконсін-Делс (Вісконсін) і Гатлінберзі (Теннессі). Будинки створювали новими методами будівництва та конструювання. Вони стали популярними туристичними пам'ятками у 1980-х роках.
Будинки Занаду були відомі тим, що їх будували з ізольованої поліуретаном піни, а не з бетону, з метою легкого, швидкого та економічно ефективного будівництва. Вони були ергономічно розроблені і містили деякі з ранніх домашніх систем автоматизації. Занаду в Кісіммі, спроектований Роєм Мейсоном, був найвідомішим і на піку популярності приваблював близько 1000 відвідувачів щодня. 

### Закриття та знищення
Будинки у Вісконсін-Делс та Гатлінберзі були закриті та знесені на початку 1990-х років. Будинок Занаду в Кісіммі був закритий у 1996 році і знесений у жовтні 2005 року.